# 허베이 공업대학
허베이 공업대학(河北工業大學)은 중화인민공화국의 공립 대학교이다.

## 연혁
1903년 허베이 공예학당(河北工藝學堂)으로 첫 개교되어 1910년 허베이 공학원(河北工學院)으로 교명 개칭되었으며 이후 중공 정권 초기 때 허베이 공업대학교(河北工業大學校)로 교명이 다시금 개칭되었고 현재에 이르고 있다.